# Fiodor Fałalejew
Fiodor Jakowlewicz Fałalejew (ros. Фёдор Я́ковлевич Фалале́ев, ur. 19 maja?/31 maja 1899 we wsi Polanskoje w guberni wiackiej, zm. 12 sierpnia 1955 w Moskwie) – radziecki dowódca wojskowy, marszałek lotnictwa (1944).

## Życiorys
Po ukończeniu 6 klas szkoły pracował w gospodarstwie rolnym rodziców, później jako sprzedawca i robotnik w fabryce broni w Iżewsku.
Od 1918 w RKP(b) i Czerwonej Gwardii, od 1919 w Armii Czerwonej, brał udział w wojnie domowej na froncie wschodnim, w walkach przeciw oddziałom adm. Kołczaka, 1920 na Froncie Południowo-Zachodnim, walczył z wojskami gen. Wrangla. Był oficerem politycznym kompanii piechoty, sekretarzem wydziału politycznego pułku, inspektorem piechoty 13 Armii i zastępcą dowódcy grupy kawalerii ds. politycznych. Od września 1922 był zastępcą komisarza 4 Kijowskiej Szkoły Artylerii, od lipca 1924 wojskowy komisarz 14 Połtawskiej Szkoły Piechoty, od października 1924 wojskowy komisarz 238 pułku strzeleckiego 80 Dywizji Strzeleckiej, 1928 ukończył Wyższą Taktyczną Szkołę Piechoty Dowództwa Armii Czerwonej im. Kominternu i został mianowany dowódcą batalionu strzeleckiego w krasnoługańskim pułku strzelców. Od listopada 1929 dowódca i komisarz 24 pułku piechoty, w 1931 ukończył kursy dowódców przy Wojskowej Akademii Politycznej w Leningradzie. Od sierpnia 1932 w Siłach Powietrznych, w 1933 skończył wojskową szkołę lotniczą im. Miasnikowa, a 1934 wydział operacyjny Inżynierujnej Akademii Wojsk Lotniczych im. Żukowskiego. Od stycznia 1935 dowódca i komisarz eskadry, od sierpnia 1936 dowódca Lotniczej Brygady Mieszanej. Od sierpnia 1939 zastępca dowódcy Sił Powietrznych 3 Armii, we wrześniu 1939 brał udział w agresji ZSRR na Polskę. Od czerwca 1940 zastępca dowódcy Sił Powietrznych Samodzielnej Armii Czerwonego Sztandaru na Dalekim Wschodzie, od stycznia 1941 generalny inspektor lotnictwa Armii Czerwonej, po ataku Niemiec na ZSRR został dowódcą Sił Powietrznych 6 Armii Frontu Południowo-Zachodniego. 1942 dowódca Sił Powietrznych Frontu Południowo-Zachodniego, od października 1942 szef sztabu – zastępca dowódcy Sił Powietrznych Armii Czerwonej, od maja 1943 zastępca dowódcy Sił Powietrznych Armii Czerwonej, uczestnik operacji krymskiej, od kwietnia 1945 ponownie szef sztabu – zastępca dowódcy Sił Powietrznych Armii Czerwonej. Od 27 marca 1942 generał porucznik, od 17 marca 1943 generał pułkownik, a od 19 sierpnia 1944 marszałek lotnictwa. Uczestnik konferencji w Poczdamie 1945. W latach 1946–1950 szef (komendant) Akademii Sił Powietrznych w Monino, zrezygnował ze stanowiska z powodu ciężkiej choroby serca spowodowanej dwoma przebytymi zawałami. Pochowany na cmentarzu Nowodziewiczym.

## Awanse
- gen. mjr lotnictwa – 4 czerwca 1940;
- gen. por. lotnictwa – 27 marca 1942;
- gen. płk lotnictwa – 17 marca 1943;
- marszałek lotnictwa – 19 sierpnia 1944.

## Odznaczenia
- Order Lenina
- Order Czerwonego Sztandaru (trzykrotnie – 1942, 1944 i 1949)
- Order Suworowa I klasy (dwukrotnie – 1944 i 1945)
- Order Kutuzowa I klasy (1944)
- Order Suworowa II klasy (1944)
- Order Czerwonej Gwiazdy (1941)
- Order „Znak Honoru” (1936)
- Medal jubileuszowy „XX lat Robotniczo-Chłopskiej Armii Czerwonej” (22 lutego 1938)
- Medal „Za obronę Stalingradu” (22 grudnia 1942)
- Medal „Za zwycięstwo nad Niemcami w Wielkiej Wojnie Ojczyźnianej 1941–1945” (5 września 1945)
- Komandor Legii Honorowej (Francja, 1944)

i odznaczenie polskie.